# Gesetz zur Neuordnung des Gentechnikrechts
Das deutsche Gesetz zur Neuordnung des Gentechnikrechts regelt das Nebeneinander von herkömmlicher Landwirtschaft und der Landwirtschaft, die gentechnisch veränderte Pflanzen anbaut. Es wurde am 18. Juni 2004 beschlossen und setzt die EU-Richtlinie zur Freisetzung gentechnisch veränderter Organismen um.
In dem Gesetz wird geregelt, dass Bauern, die gentechnisch veränderte Pflanzen anbauen, haften müssen, wenn die veränderten Gene in nicht gentechnisch veränderten Pflanzen nachgewiesen werden können. Also dann, wenn der Pollen aus einem Getreidefeld mit gentechnisch veränderten Pflanzen das gentechnisch unveränderte Getreide auf dem Nachbarfeld eines anderen Bauern befruchtet und dieser es dann nicht mehr als gentechnisch unverändertes Getreide verkaufen kann.
Die für den Anbau gentechnisch veränderter Pflanzen genutzten Flächen werden in einem Standortregister gespeichert. Dieses dient zur Klärung der Verursacher der Einbringung gentechnisch veränderter Gene in die herkömmliche Landwirtschaft.
Die Deutsche Forschungsgemeinschaft (DFG) kritisiert das Gesetz, weil sie das darin angenommene besondere Gefahrenpotential durch die Ausbringung von genetisch veränderten Organismen nicht durch experimentelle Daten gedeckt sieht, das Gesetz also dem Abwehren einer Gefahr diene, deren Existenz keineswegs nachgewiesen sei. Des Weiteren wird argumentiert, dass das Einkreuzen der Gene aus landwirtschaftlich angebauten gentechnisch veränderten Pflanzen in konventionelles Saatgut prinzipiell nicht zu verhindern sei. Dadurch und durch eine Reihe anderer Regeln werde die Anwendung grüner Gentechnik de facto ausgeschlossen.
Greenpeace kritisiert das Gesetz, da das geplante Standortregister nach Meinung von Greenpeace nur ungenau sei, Bauern für eine Auskunft ein berechtigtes Interesse nachweisen müssen und die Höhe der zu erhaltenden Entschädigung unkalkulierbar sei. Auf diese Weise werde es Bauern in Zukunft schwer gemacht, gentechnikfrei zu produzieren. 
Rechtlich gesehen handelt es sich dabei um einen Fall der Gefährdungshaftung. Ein Verschulden ist nicht notwendig. 